# Fitotron
Fitotron – komora, pomieszczenie lub zestaw pomieszczeń do uprawy roślin, wyposażone w urządzenia do klimatyzacji, sztucznego oświetlenia i wentylacji. Wyposażane jest w układy automatyki umożliwiające uzyskanie i monitorowanie wymaganych warunków w odpowiednich cyklach. Wykorzystywana w laboratoriach do wykonywania symulacji warunków klimatycznych i fizycznych (np. fotoperiodyzm, jarowizacja).
Pierwszy polski fitotron powstał w 1969 r. na Uniwersytecie Rolniczym im. Hugona Kołłątaja w Krakowie.